# Homalotylus agarwali
Homalotylus agarwali är en stekelart som beskrevs av Anis och Hayat 1998. Homalotylus agarwali ingår i släktet Homalotylus och familjen sköldlussteklar. Inga underarter finns listade i Catalogue of Life.